# ArenaBowl XXVIII
Match précédent Match suivant
L'ArenaBowl XXVIII était le match de championnat de la saison 2015 de l'Arena Football League. Il a été joué entre le champion de la conférence américaine, les Sharks de Jacksonville et le champion de la conférence nationale, les SaberCats de San José. Le match a eu lieu à Stockton Arena à Stockton, en Californie.
Il s’agissait du quatrième titre ArenaBowl des SaberCats et de leur cinquième apparition dans la finale. C'était la deuxième apparition des Sharks, après avoir remporté l'ArenaBowl XXIV en 2011.
Les SaberCats ont terminé la saison 2015 avec un bilan combinée de 20-1, devenant la première équipe de l'histoire de la ligue à remporter 20 matchs combinés de la saison régulière et de la post-saison.
Le match a été joué à Stockton Arena, parce que les Ringling Bros. and Barnum & Bailey Circus avaient réservé le stade habituel des SaberCats, le SAP Center, du 20 au 30 août.
C'était la deuxième fois consécutive que l'ArenaBowl était télévisé sur ESPN.

## Sommaire du match
Pour la première fois depuis 2007, les SaberCats de San José sont les champions de l’Arena Football. Après une première période serrée, San José a imposé des turnovers et étouffé les Sharks de Jacksonville en deuxième mi-temps, remportant le quatrième trophée Foster de la franchise par une marge de 68-47. La victoire a conclu l'une des saisons les plus dominantes de l'histoire de l'Arena Football.
Sans le joueur défensif de l'année Riddell, Joe Sykes, le quarterback des SaberCats, Erik Meyer, avait l'espace et le temps nécessaire pour terminer, passe après passe, contre les Sharks. Meyer a réussi à approvisionner le receveur vedette Reggie Gray tout au long du match, malgré une couverture serrée de l'impressionnante équipe secondaire de Jacksonville. Grey a terminé le match avec neuf réceptions, 95 yards et trois touchdonws.
Tout comme la semaine dernière dans les matchs du championnat de conférence, la première mi-temps a été un match aller-retour typique. Les quartbacks Meyer et Tommy Grady, ont rendu coup pour coup, tandis que les deux défenses ont eu du mal à contenir les équipes offensives.
San José recevra le ballon pour ouvrir la première mi-temps et ils ne se sont jamais retournés.

## Évolution du score
| Temps           | Description des actions                                                    | Score SJ-JX | Score SJ-JX |
| --------------- | -------------------------------------------------------------------------- | ----------- | ----------- |
| 1er Quart-temps |                                                                            |             |             |
| 11:08           | TD de 23 yards par Hills suite d'une passe de Grady (PAT de Rauch)         |             | 0-7         |
| 08:42           | TD de 18 yards par Gray suite d'une passe de Meyer (PAT manqué de Pertuit) |             | 6-7         |
| 04:01           | TD de 15 yards par Jones suite d'une passe de Grady (PAT de Rauch)         |             | 6-14        |
| 2e Quart-temps  |                                                                            |             |             |
| 13:45           | TD de 4 yards par Gray suite d'une passe de Meyer (PAT de Pertuit)         |             | 13-14       |
| 10:58           | TD de 29 yards par Hills suite d'une passe de Grady (PAT de Rauch bloqué)  |             | 13-20       |
| 03:44           | TD de 1 yard à la course par Armstrong (PAT de Pertuit)                    | Égalité     | 20-20       |
| 01:54           | TD de 3 yards par Hills suite d'une passe de Grady (PAT de Rauch)          |             | 20-27       |
| 00:41           | TD de 6 yards à la course par Meyer (PAT de Pertuit)                       | Égalité     | 27-27       |
| 00:15           | TD de 8 yards par Hills suite d'une passe de Grady (PAT manqué de Rauch)   |             | 27-33       |
| 3e Quart-temps  |                                                                            |             |             |
| 13:20           | TD de 26 yards par Stephens suite d'une passe de Meyer (PAT de Pertuit)    |             | 34-33       |
| 06:29           | Interception retournée pour 10 yards par Hyland (PAT de Pertuit)           |             | 41-33       |
| 04:42           | TD de 9 yards par Reynolds suite d'une passe de Meyer (PAT de Pertuit)     |             | 48-33       |
| 03:54           | Net recovery de 5 yards par Hyland (PAT de Pertuit)                        |             | 55-33       |
| 4e Quart-temps  |                                                                            |             |             |
| 10:54           | TD de 17 yards à la course par Meyer (PAT manqué de Pertuit)               |             | 61-33       |
| 09:07           | TD de 24 yards par Smith suite d'une passe de Grady (PAT de Rauch)         |             | 61-40       |
| 07:37           | TD de 6 yards par Gray suite d'une passe de joueur (PAT de Pertuit)        |             | 68-40       |
| 01:50           | TD de 9 yards par Smith suite d'une passe de Grady (PAT de Rauch)          |             | 68-47       |

## Les équipes en présence
| Odie Armstrong   | FB/LB, FB | Northwest Oklahoma State  |
| Damien Borel     |           | Butte CC (CA)             |
| Diondre Borel    |           | Utah State                |
| Brandon Collins  |           | Southeastern Louisiana    |
| Eric Crocker     | DB        | Arkansas-Monticello       |
| Ken Fontenette   | DB        | Houston                   |
| Rodney Fritz     | DL, DE    | Tennessee State           |
| Reggie Gray      | WR/DB     | Western Illinois          |
| Virgil Gray      | WR/DB, Dc | Rhode Island              |
| David Hyland     | DB        | Morehead State (KY)       |
| Kimani Jones     | OL/DL     | Arkansas State            |
| Jeremy Kelley    | WR        | Maine                     |
| Jeff Maddux      | OL/DL     | Central Michigan          |
| Colin Madison    | OL        | Temple                    |
| Francis Maka     | DL        | Hawai'i                   |
| Chris McAllister |           | Baylor                    |
| Erik Meyer       | QB        | Eastern Washington        |
| Ben Nelson       | WR        | St. Cloud St.             |
| Fred Obi         |           | San Diego                 |
| Kenny Okoro      |           | Wake Forest               |
| Donte Paige-Moss | DE        | North Carolina            |
| Nick Pertuit     | K         | San Antonio               |
| Maurice Purify   | WR        | Nebraska                  |
| Rich Ranglin     | OL        | Central Connecticut State |
| Darius Reynolds  | WR        | Iowa State                |
| Nathan Stanley   |           | Southeastern Louisiana    |
| DJ Stephens      | WR        | Arkansas-Monticello       |
| Jason Stewart    | DL, NT    | Fresno State              |
| Adron Tennell    | WR        | Oklahoma                  |
| Clevan Thomas    | DB        | Florida State             |
| Luis Vasquez     | DL        | Arizona State             |
| Mike Williams    | DB        | Bethune-Cookman           |

| Richard Berry         | DL, DT | West Virginia               |
| Xavier Brewer         |        | Clemson                     |
| Carlton Brown         | DB     | Jackson State               |
| Alex Carder           |        | Western Michigan            |
| Lee Chapple           |        | North Alabama               |
| London Crawford       | WR     | Arkansas                    |
| Jimmy Gordon          |        | Buffalo                     |
| Tommy Grady           | QB     | Utah                        |
| Johnathan Haggerty    |        | Southwestern Oklahoma State |
| Jeron Harvey          | WR/DB  | Houston                     |
| Joe Hills             | WR     | Tennessee State             |
| Jason Holman          | OL/DL  | Winston-Salem State (NC)    |
| Alvin Jackson         | WR/LB  | Albany State (GA)           |
| LaRoche Jackson       | WR/DB  | Clark Atlanta (GA)          |
| Nicolas Jean-Baptiste |        | Baylor                      |
| Anthony Jones         | WR     | Louisville                  |
| Keiron Jones          |        | Southeastern Louisiana      |
| Cornelius Lewis       | OL     | Tennessee State             |
| Michael Lindsey       | WR     | Northwest Mississippi State |
| Keon Lyn              | DB     | Syracuse                    |
| James McClinton       | DL     | Kansas                      |
| Raymond McNeil        | OL/DL  | Fort Valley State (GA)      |
| Julian Rauch          | K      | Appalachian State           |
| Caesar Rayford        | DL, DL | Washington                  |
| Greg Reid             | DB     | Florida State               |
| Demarcus Robinson     | DB     | Henderson State (AR)        |
| Prechae Rodriguez     | WR     | Auburn                      |
| Derrick Ross          | RB     | Tarleton St.                |
| Moqut Ruffins         | OL/DL  | Louisiana Tech              |
| Fabrizio Scaccia      | K      | No college                  |
| Chris Smith           | DB     | Northern Illinois           |
| Terrance Smith        | WR/DB  | South Carolina State        |
| Joe Sykes             | DL, DE | Southern                    |
| Jerry Turner          | DL     | Tennessee Tech              |
| Pierre Turner         | FB/LB  | Richmond                    |

## Statistiques par équipe
| Données                   | San José | Jacksonville |
| ------------------------- | -------- | ------------ |
| 1er Downs                 | 21       | 20           |
| Yards à la course         | 34       | 18           |
| Yards à la passe          | 210      | 310          |
| Fumbles/Perdu             | 0/0      | 2/2          |
| Yards en retour de Fumble | 5        | 0            |
| Pénalités/Yards           | 6/46     | 11/81        |
| Temps de possession       | 28:16    | 31:44        |
| Conversion de 3e Down     | 3/5      | 2/6          |
| Conversion de 4e Down     | 0/0      | 2/4          |